# تنشئة اجتماعية

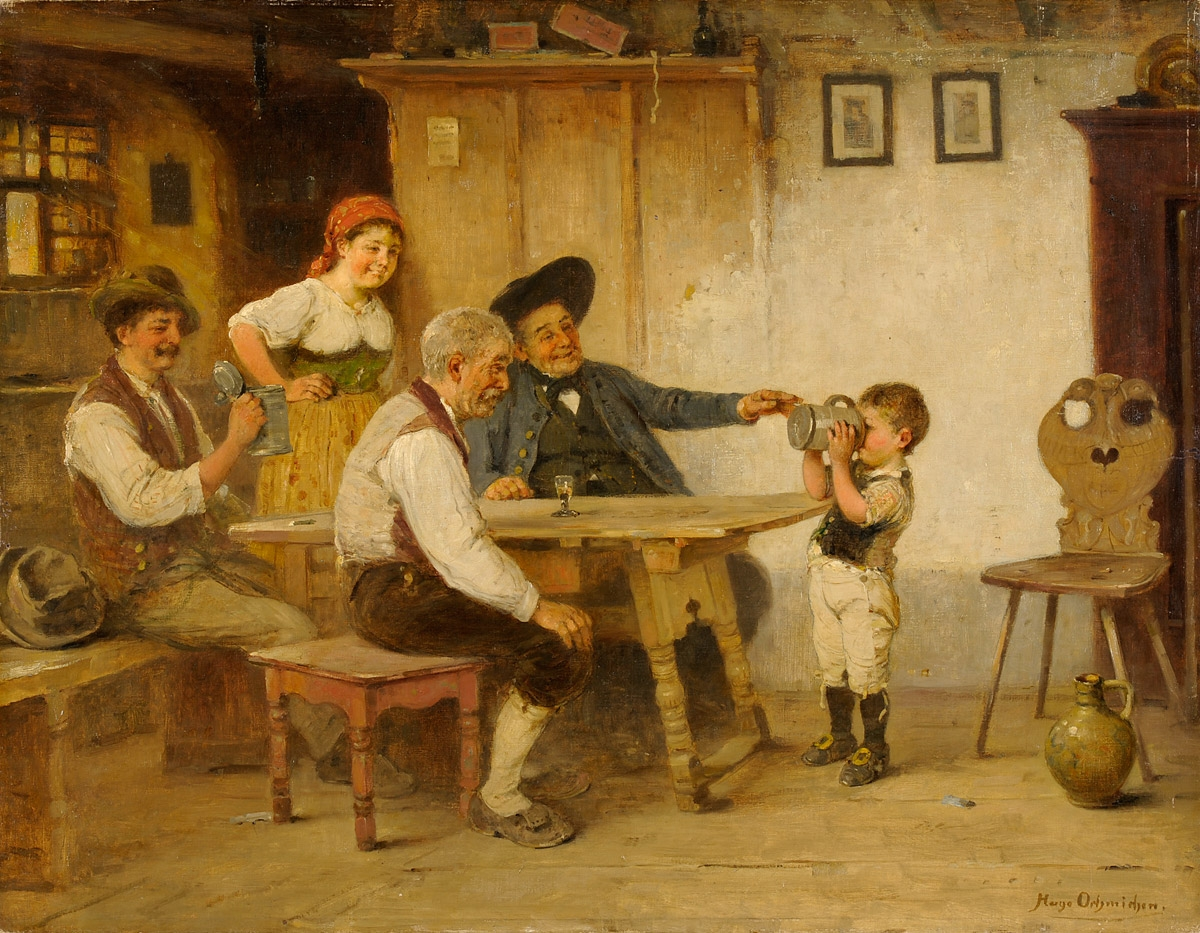

التنشئة الاجتماعية هي الاهتمام بالإنسان وتطوره في محيطه الاجتماعي وبيئته اليومية، ومن شأنها أن تحول الإنسان -تلك المادة العضوية- إلى فرد اجتماعي قادر على التفاعل والاندماج بسهولة مع أفراد المجتمع. وهي عملية يكتسب الأطفال بفضلها الحكم الخلقي والضبط الذاتي اللازم لهم حتى يصبحوا أعضاء راشدين مسؤولين في مجتمعهم.
فالتنشئة الاجتماعية حسب المفهوم الاجتماعي ما هي إلا تدريب الأفراد على أدوارهم المستقبلية ليكونوا أعضاء فاعلين في المجتمع، وتَلقنهم للقيم الاجتماعية والعادات والتقاليد والعرف السائد في المجتمع لتحقيق التوافق بين الأفراد، وبين المعايير والقوانين الاجتماعية، مما يؤدي إلى خلق نوع من التضامن والتماسك في المجتمع.
وهي عملية تعلم وتعليم وتربية، تقوم على التفاعل الاجتماعي وتهدف إلى إكساب الفرد (طفلاً فمراهقاً فراشداً فشيخاً) سلوكاً ومعايير واتجاهات مناسبة لأدوار اجتماعية معينة، تمكنه من مسايرة جماعته والتوافق الاجتماعي معها، وتكسبه الطابع الاجتماعي، وتيسر له الاندماج في الحياة الاجتماعية.
وتسهم أطراف عديدة في عملية التنشئة الاجتماعية كالأسرة والمدرسة والرفاق وغيرها. إلا أن أهمها الأسرة بلا شك، كونها المجتمع الإنساني الأول الذي يعيش فيه الطفل، والذي تنفرد في تشكيل شخصية الطفل لسنوات عديدة من حياته تعتبر حاسمة في بناء شخصيته.
التنشئة الاجتماعية هي العملية المستمرة التي تشكل الفرد منذ مولده وتعده للحياة الاجتماعية المقبلة التي سيتفاعل فيها مع الآخرين في أسرته. وهي من أهم العمليات تأثيراً على الأبناء في مختلف مراحلهم العمرية، لما لها من دور أساسي في تشكيل شخصياتهم وتكاملها، وهي تعد إحدى عمليات التعلم التي عن طريقها يكتسب الأبناء العادات والتقاليد والاتجاهات والقيم السائدة في بيئتهم الاجتماعية التي يعيشون فيها.
هي تربية الفرد وتوجيهه والإشراف على سلوكه وتلقينه لغة الجماعة التي ينتقى اليها وتعويده على الأخذ بعاداتهم وتقاليدهم ونظم حياتهم والاستجابة للمؤثرات الخاصة بهم والرضا بأحكامهم والسير ضمن اطار الذي يرضونه للوصول إلى الاهداف التي يؤمنون بها بحيث يصبح جزء منها وغير بعيد عنهم ويفكر مثلهم ويشعر بشعورهم ويحس بما يحسون به ويصبح واحداً منهم.
إنها العملية التي تتعلق بتعلم الفرد من الجيل الجديد كيف يسلكون في المواقف الاجتماعية المختلفة على أساس مايتوقعه منهم المجتمع الذي ينشؤون فيه، وتحديد هذا المجتمع ضمن الإطار العام له. ويختلف البعد الاجتماعي عن البعد النفسي للتنشئة الاجتماعية فالبعد الاجتماعي يرتبط بالظواهر الاجتماعية مثل تقسيم والصراع الاجتماعي في حين أن البعد النفسي يرتبط بميول الإنسان واتجاهاته.

## أهداف التنشئة الاجتماعية
- تكسب الفرد شخصيته في المجتمع. فالفرد من خلالها يبقى سلوكه الاجتماعي الذي يتضمن الإحساس بالمسؤولية الاجتماعية والقدرة على التنبؤ باستجابات الاخرين بصفة عامة.
- تعلم الفرد المهارات اللازمة والنظم الأساسية والضرورية لتحقيق الأفراد أهداف المجتمع.
- إكساب الفرد مبادئ واتجاهات المجتمع الذي يعيش فيه حتى يؤدي واجباته.
- تهذيب الغرائز الطبيعة للفرد والعادات الصالحة وإعطائه معلومات عن الحياة وعن مجتمعه.
- إكساب الفرد القيم الاجتماعية الإيجابية مثل التعاون والحرية والاستقلال والاعتزاز بالنفس واحترام الكبير.
- تعديل الذكاء الفطري لدى الطفل وذلك باتباع الأسلوب العلمي والسلوك المهذب، حتى يكتسب الطفل معايره وقيم ومثل سائدة في المجتمع.
- ضبط السلوك وأساليب إشباع الحاجات وفقًا للمجتمع مثل اكتساب اللغة.
- غرس عوامل ضبط داخلية للسلوك، وتلك التي يحتويها الضمير وتصبح جزءاً أساسياً، لذا فإن مكونات الضمير إذا كانت من الأنواع الإيجابية فإن هذا الضمير يوصف بأنه حي، وأفضل أسلوب لإقامة نسق الضمير في ذات الطفل أن يكون الأبوين قدوة لأبنائهما حيث ينبغي ألا يأتي أحدهما أو كلاهما بنمط سلوكي مخالف للقيم الدينية والآداب الاجتماعية.
- توفير الجو الاجتماعي السليم الصالح واللازم لعملية التنشئة الاجتماعية حيث يتوفر الجو الاجتماعي للطفل من وجوده في أسرة مكتملة تضم الأب والأم والأخوة حيث يلعب كل منهم دوراً في حياة الطفل.
- تحقيق النضج النفسي حيث لا يكفي لكي تكون الأسرة سليمة متمتعة بالصحة النفسية أن تكون العلاقات السائدة بين هذه العناصر متزنة سليمة وإلا تعثر الطفل في نموه النفسي، والواقع أن الأسرة تنجح في تحقيق النضج النفسي للطفل إذا ما نجحت في توفير العناصر التالية:

1. تفهم الوالدين وإدراكهما الحقيقي في معاملة الطفل وإدراك والدان ووعيهما بحاجات الطفل السيكولوجية والعاطفية المرتبطة بنموه وتطور نمو فكرته عن نفسه وعن علاقته بغيره من الناس وإدراك والدان لرغبات الطفل ودوافعه التي تكون وراء سلوكه وقد يعجز عن التعبير عنها.[3]
2. تعليم الطفل المهارات التي تمكنه من الاندماج في المجتمع، والتعاون مع أعضائه والاشتراك في نواحي النشاط المختلفة وتعليمه أدواره، ما له وما عليه، وطريقة التنسيق بينهما وبين تصرفاته في مختلف المواقف، وتعليمه كيف يكون عضواً نافعاً في المجتمع وتقويم وضبط سلوكه.

و قد عرف مفهوم التنشئة الاجتماعية عدة مداخل مختلفة خلال التطور التاريخي للمجتمعات الغربية، وخصوصا الأوربية. في فترة الستينيات، حيث كانت التطورية تحتل مكانة متميزة، من خلال التركيز على الفرضية الفيبيرية، التي تقول إن النمو السياسي والاجتماعي والاقتصادي مرتبط بالتنشئة الاجتماعية، أي، بالقيم والتمثلات المستبطنة من طرف الفرد. وكانت أغلب الدراسات ذات النزعة الاجتماعية المهتمة بالتنشئة الاجتماعية، تعتمد المقاربة المقارنة، كما ظهرت بعض التخصصات في هذا المجال كالتنشئة السياسية التي كانت الموضوع المفضل للدراسات والبحوث. وفي السبعينيات، كان اهتمام البحوث منصبا حول منظور جديد يعتبر عملية التنشئة الاجتماعية«كمفتاح» للمحافظة والصيانة والاستمرارية، من خلال أجيال الطبقات المتعاقبة، وبصفة خاصة من خلال الفوارق الاجتماعية.ولذلك انصبت المقارنات والدراسات حول الجماعات الاجتماعية (الطبقات الاجتماعية، الأنماط السوسيو مهنية، الجنس...). وفي الدراسات الحديثة التي أجريت حول التنشئة الاجتماعية، كان هناك توجها لتقسيم مجالات تحليلها إلى عدة مجموعات صغرى (sous-groupe) مثل الأسرة، والمدرسة، السكن، فضاء اللعب...حيث تم دراسة تأثيرات التنشئة الاجتماعية حسب خصوصيات الأمكنة أو الأمكنة المؤسساتية، ومن خلال مصطلحات الإدماج والتثاقف، وترسيخ التمثلات الذهنية والضوابط والمعايير الاجتماعية.
ويوضح جون ستيورات مل ان التربية لاتشمل كل مانعلمه لانفسنا اوما يقدمه الاخرون لنا بقصد تنشئتنا تنشئة صالحه فحسب بل تشمل فوق ذلك الاثار غير مباشره التي لها أكبر في تقويم اخلاقنا ومواهبنا وطباعنا كالقانون ونظم الحكم والفنون الصناعية والنظم الاجتماعية كما تشمل كذلك آثار البيئة الطبيعية كعوامل الجو والموقع الجغرافي بل كل ما يساعد علي صقل الفرد وتقويم شخصيته بالشكل الذي يصير إليه بعد ذلك.
ويحلل جون أ. لاسكا، اهداف التربية في بعض بلد الشرق والغرب، ويري ان هناك فكرة منشرة بين دول العالم، وهي ان غرض التربية الاساسى هو اكتساب الدارسين صغاراً وكباراً _ عائداً تعليمياً وتربوياً مرغوباً فيه ومن المعروف ان التعليم المدرسى يقدم للصغار البرامج والمواد التعليمية التي تناسبهم لتحقيق العائد المرجو ايضاً. فالتربية عمليه اجتماعيه انسانيه تتصل بحقوق الإنسان وتكافؤ الفرص، وهنالاينبغى ان نوفر التعليم للصغار ونتجاهل التعليم للكبار الذين يتولون عمليات الإنتاج في المجتمع والتفاق على برامج تعليم الصغار.
والمجتمع الديمقراطى هو المجتمع الحر ويقصد هنا بالحرية ليست حاله مثاليه ولكن يقصد بها الحرية الايجابيه المتمثله في قدرة الإنسان على الاختيار الفعال في السعى لتحقيق مصلحته وبالتالى تحقيق مصالح المجتمع وحدة هو الذي يبرز الدعوة للحريه والذاتيه اللاتان تشكلان المناخ الاساسى للمؤسسات التعليمية عن طريق مجتمع يمارس الحرية والذاتيه والاستقلال.

## نظرة بعض المفكرين للتنشئة الاجتماعية

### ابن خلدون
تقوم وجهة نظر ابن خلدون على ضرورة تعلم الطفل القران الكريم من حداثته، كما قال أن القسوة في معاملة الأطفال تدعوهم إلى المكر والخبث والخديعة.

### الغزالي
ذكر الغزالي في كتابه (احياء علوم الدين) وجوب مراعاة الاعتدال في تاْديب الصبي وابعاده عن اصحاب السوء وعدم التساهل معه في المعاملة كذلك عدم تدليله، واوصى بشغل وقت فرغ الصبى بالقراءة واحاديث البلاد واخبارها وبقراءة القران الكريم، وحض الاباء بتخويف ابناءهم من السرقة واعمال الحرام

### ابن سينا
يقول ابن سينا (يجب على والد الصبى ان يبعده عن قبائح الافعال، ومعايب العادات بالترهيب والترغيب والتوبيخ. وان احتاج إلى الضرب فليكن) واواصل كلامه (وإذا وعى الصبى فانه يلقن معالم الدين وحفظ القران الكريم. فاذا فرغ الصبى من صناعته فانه يزوج لكى لاتتلاعب به الشهوات)

### أفلاطون
ذكر افلاطون في المدينة الفاضله بعض الاراء في تربية الاولاد فيقول (يجب على الذين يتولون بناء المجتمع المنشود أن يختاروا من بين الاحداث الصغار ذوى الاستعدا د الحربى. فيجعلون منهم مجموعة مستقلة يتعهدونها بالتربية البدنية فتنشا منهم مجموعة قوية كما يغذون نفسهم بالاداب والفنون. وتكون التربية بالنسبة لهولاء الصغارجميعا واحده إلى سن الثامنة عشر حيث يتركون تلك الدروس.ليزاولوا الرياضة البدنية، والتدريبات العسكرية، وعند العشرين يتم تكوين جماعة من اكفئهم واقدارهم ليدرسوا الحساب والهندسة والفلك والموسيقى.

### جان جاك روسو
من الأفكار التي ادلى بها في التنشئة الاجتماعية:
- الاهتمام بدراسة سلوك الأطفال سواء كان في المنزل أو المدرسة
- ضرورة الاعتقاد الأطفال هم أطفال وليسوا برجال
- الاهتمام بنشاط الأطفال واخراجهم إلى الطبيعة
- ضرورة الاهتمام بتربية الطفل نفسيا وجسميا وعقليا وخلقياً

## مراحل التنشئة الاجتماعية
- مرحلة الاستجابة الحاسية: تكون هذه المرحلة في بداية حياة الطفل منذ ولادته مع أمه وفي اسرته.
- مرحلة الممارسة الفعلية: تبدا هذه المرحلة بعد معرفة افراد العائلة والتعامل معهم ومعرفة العادات والتقاليد واسلوب حياتهم.
- مرحلة الاندماج: هي المرحلة التي ينطلق فيها الفرد إلى المجتمع الأكبر في البداية تكون المدرسة ثم رفاق اللعب ثم العمل.

## خصائص عملية التنشئة الاجتماعية
عملية تعلم واكتساب اجتماعي يتعلم فيها الطفل عن طريق التفاعل الاجتماعي أدواره الاجتماعية
عملية تحقق للفرد بعده الاجتماعي
عملية دائمة ومستمرة حيث انها تبدأ من المهد وتستمر حتى الشيخوخة
عملية دينماكية تشتمل على جدل التفاعل بين الفرد والمجتمع
وتعد التنشئة الاجتماعية في مرحلة الطفولة والشباب على درجة كبيرة من الأهمية سواء بالنسبة للفرد نفسه أو بالنسبة للمجتمع ففيها تُرْسَم ملامح شخصية الفرد، وتشكل عاداته واتجاهاته وقيمة وتنمو ميوله واستعدادته وتتفتح قدراته. وتتكون مهاراته وتكتسب انماطه السلوكية وخلالها ايضاً يتحدد مسار نموه العقلى والنفسي والاجتماعي والوجداني
وفقاً لما تساهم به مؤسسات التنشئة الاجتماعية الأسرة ودور العبادة والاندية ووسائل الإعلام..............
ومن ثم فلكل منها أهميتها الخاصة بها كما أن النظم التعليمية تلعب أهم الادوار واقواها تاثيراً في حياة الافراد لذا يحرص القائمون عليها والعاملون فيها على توسيع دائرة التفاعل الاجتماعى للفرد من جميع افرد النظام التعليمى وخاصة المعلمين باعتبارهم القدوة له، والنموذج السلوكى فضلا عن انه يتاثر بالمنهج الدراسى فيزداد علماً وثقافة، بالمعايير والادوار الاجتماعية وضبط النفس والتوفيق بين حاجاته الغير وبالتالى يصبح فرداً مكتمل النمو له شخصيته المميزة التي تمكنه من ان يستمتع بحياته في توافق مع نفسه ومجتمعه ومن ثم تتحقق اهداف التنشئة الاجتماعية. كما يكتسب الطفل من خلال عملية التنشئة الاجتماعية مع اسرته وغيرها من المؤسسات الأخرى. اللغة والعادات والمعانى والمواقف والاساليب المرتبطة بانواع التعلم واشباع الحاجات والرغبات كما ينشا لدى الطفل في هذه العملية القدرة على توقيع ردود فعل الاخرين تجاه بعض مطالبه وسلوكه. وهكذا تكون الشخصية الإنسانية وبناء الشخصية.وتظهر اهمية عملية التنشئة الاجتماعية في المواقف الاجتماعية ويمكن الحكم على مدى اكتمالها من خلال هذه المواقف التي يعمل من خلالها الافراد بحيث ييكونوا جماعات ينتمى اليها ذات اهداف مرسومة وقيم اجتماعيه يحترمها الافراد والعمل على بقاءها واستمرارها خير ضمان لبقائهم وفي عملية التنشئة الاجتماعية يتعلم الفرد ضوابط السلوك وكفه عن الأعمال التي لايتقبلها المجتمع وتشجيعه على مايرضاه منها. اذن فالضبط الاجتماعى لازم لحفظ الحياة الاجتماعية وضرورة لبقاء الإنسان ويلزم تنشئة الطفل على اساس راسخ من القدرة ومع سرعه مايحدث من تغبر اجتماعى مستمر يكاد يبلغ حد الطفرة في بعض الاحيان حيث ان هذه التنشئة هي الاداة التي يستخدمها المجتمع في تحديد الحاجات المقبولة والقدرات الفطريه لدى الطفل والتنشئة الاجتماعية هي وسيلة الاباء لان يتمثل ابناؤهم معايير ثقافتهم ومعايير توافقهم وتتحدد وسائل اشباع الأبناء لحاجتهم المختلفة وكيفيه الكثير ممن حولهم ولمعان ى الاشياء والمواقف والسلوك فيها يعنى تشكيل المعالم الرئيسية لشخصياتهم كما تلعب دور اساسى في تشكيل شخصيه الفرد في المستقبل وفي تكوين الاتجاهات الاجتماعية لديه وفي ارساء دعائم شخصيته فالشخصية نتائج هذه الاساليب لذا فالدعائم الأولى للشخصيه توضع في مرحله الطفولة.
فالتنشئة الاجتماعية تمثل ابرز جوانب التراث الثقافى فهى تتضمن الافكار التقليدية لتشكيل افراد المجتمع وفقا لتقاليد.
كما تبدو الاهميه في التنشئة الاجتماعية للطفل من خلال محورين.

### المحور الأول
عملية التنشئة الاجتماعية وسيلة اساسية لتطوير شخصية الفرد واعداده لمواجهه التغير الاجتماعى.

### المحور الثانى
عملية التنشئة الاجتماعية عملية تعلم وتعليم اى تربية تقوم على التفاعل الاجتماعى وتهدف إلى اكساب الطفل سلوك ومعايير واتجاهات تساير الجماعة والتوافق معها وهكذا يتحول الكائن الحى البيولوجى إلى كائن اجتماعى. ويتم ذلك باخذ اسلوبين، الأسلوب الأول يكون بالاعداد والتوجيه والتدريب ويتدرج ذلك مع مراحل النمو تبعا لاستعدادات الطفل الجسمية والعقلية والنفسية. والأسلوب الثاني في التقليد والمحاكاة تبعا للظروف المحيطة للطفل وكلما كانت القدوة حسنة من تصرفات وانماط سلو كية كانت النشاة سليمة.

## أشكال التنشئة الاجتماعية ومؤسساتها

### التنشئة المقصودة
تتم في المؤسسات الرسمية مثل الأسرة والمدرسة ودور العبادة، ولكنها تتضح تماماً في المدرسة كمؤسسة رسمية ففى هذه المؤسسات تتم عملية التنشئة الاجتماعية المقصودة عندما يتعلم الطفل ماتريده له هذه المؤسسات ويتطبع بالطباع المرغوب به في مجتمعه.
1. الأسرة: فهي تعلم ابناءها اللغة والسلوك وفق نظامها الثقافي ومعاييرها، وتحدد لهم الطرق والأساليب والأدوات التي تتصل بتعليم الثقافة. لذا تعد الأسرة من أهم وسائل التعليم الاجتماعي والتنشئة الاجتماعية. ويقصد هنا بالتنشئة أهم العمليات التي يستطيع بها المولود البشري المزود بامكانيات سلوكية فطرية أن يتطور وينمو نفسيًا واجتماعيًا ليصبح شخصية اجتماعية تعمل وفقًا لأحكام جماعته، ومعايير ثقافتها. ويتأثر المراهق في سلوكه الاجتماعي بخبرات طفولته الماضية، والجو المحيط به. فالجو العائلي الذي يسوده التماسك والمحبة بين الوالدين، وعطف الآباء على الأبناء ورعايتهما لهم يؤدي إلى نمو شخصية الأبناء نموًا سليمًا دون انحراف أو اضطراب في الشخصية أو السلوك، أما في حالة الأسرة التي يسودها عدم التوافق بين الوالدين ويكون هناك خلاف مزمن بينهما، فيؤثر ذلك على رعايتها للأبناء وعلى معاملتها لهم. مثالاً الربط بين الأبناء والآباء يكون بإدراك الابن أن توحده بالأب هو فقدان لحب وعطف الام ورعايتها، لأن علاقتها المضطربة بزوجها يجعلها لا ترغب في أن ترى ابنها ولو لمجرد شبيه للأب؛ لذا لا تكافئه على توحده بالأب، فيحاول الابن أن يتخذ الأم نموذجًا ويتوحد به، ولكنه في هذه الحالة يواجه بعدم رضا الأب وسخرية الذكور بعدم الرضا على سلوكه، مما يؤثر على تعلمه وتفاعله الاجتماعي. وبذلك فإن الأسرة المستقرة الهادئة تعكس الاطمئنان على حياة الأبناء وتشبع حاجاتهم، وتهيئ لهم جوًا مثاليًا لنمو اجتماعى سليم. وتساهم الأسرة مساهمة فعالة في إشباع الحاجات الاجتماعية للأبناء، مثل الحاجة إلى الاستقرار وذلك يشجعهم على تحمل المسؤولية. كما تساهم الأسرة في إشباع الحاجة إلى التقبل الاجتماعي، فيشعر الأبناء بتقبل الأسرة لهم، ويحقق هذا الأمان الأسري. والأسرة كمؤسسة اجتماعية لا توجد في فراغ اجتماعي وإنما يحكمها إطار الثقافة التي تنتمي إليها. كما يتمثل في المستوى الاجتماعي والمستوى الاقتصادي والديني. إذن، تلعب الأسرة دورًا مهمًا في إكساب الفرد قيمًا واتجاهات معينة، ثم ياتي دور الجماعات الثانوية لتكمل الإطار الذي يسير فيه الفرد.
2. المدرسة: التعلم المدرسي بمختلف مراحله يكون تعليمًا مقصودًا، له أهدافه وطرقه وأساليبه ونظمه ومناهجه التي تتصل بتربية الأفراد وتنشئتهم بطرق معينة. كما تكمل المدرسة ألوانًا مختلفة من النشاط الاجتماعي واكتمال النضج حيث يتاثر الفرد بمدرسيه ومدى حبه له أو نفوره منهم. كما يتأثر بعلاقته مع زملائه، فيدرك معنى التعاون، والتنافس، والفهم المتبادل، وتلعب مجالس الآباء والمعلمين دورًا مهمًا في إحداث عملية التكامل بين الأسرة والمدرسة. كما يجب على القائمين بعملية التربية رعاية الجماعات لأنها قد تنحرف بنشاطها ويتسم سلوك أفرادها بأنه مضاد للمجتمع.

### التنشئة اللامقصودة
يكون هذا النمط بوسائل التربية والثقافة العامة مثل وسائل الإعلام المختلفة والمسجد والكنيسة أو دور العبادة وغيرها من المؤسسات التي تسهم في عملية التنشئة الاجتماعية. فمؤسسسات الإعلام المختلفة الحكومية الرسمية والشعبية غير الحكومية أو الحزبية أو الطائفية وعن طريق هذه المؤسسات ودون أن تفصح عن عملية التوجيه يكتسب الفرد العادات والقيم والمعايير وغير ذلك من أنواع السلوك التي تريد الدولة توصيلها للأفرادو كذلك مراكز العمل هي أيضا لها دور في تنشئة الفرد من خلال التحكم في سلوكه

## شروط التنشئة الاجتماعية

### الشرط الأول: المجتمع القائم
يوجد الطفل في مجتمع قائم وموجود قبل ولادته لهذا المجتمع معاييره ومثله وضوابطه السلوكيه وفيه منظمه ومؤسسات التي تمارس التنشئة الاجتماعية وتحدد للطفل شكل السلوك المرغوب وطرق التفاعل معه ليتمكن من القيام بالادوار المطلوبة منه ويمكن ان ينظر للمجتمع القائم على ان المجال الذي تتم فيه عمليه التنشئة وفيه مجموعه من العوامل التي تساعد على نجاح العملية.
المعايير والقيم، المكانة والدور، المؤسسات الاجتماعية، التغير الاجتماعي

### الشرط الثانى: الميراث البيولوجى
الميراث البيولوجى أو الوراثة البيولوجية التي تسمح لعمليات التعلم بالحدوث والوراثة البيولوجية هي مجموعه من الصفات والاستعدادات التي يرثها الطفل وتنتقل اليه عن طريق الجينات فهو يولد مزود بالعقل والجهاز العصبى والهضمى والقلب وغيرها من اجزاء الجسم. وبالرغم من اهميتها الا انها تعتبر غير كافيه لا ن هناك عوامل أخرى قد تؤثر أو تعيق عملية التنشئة مثل الطول الشديد أو القصر الشديد

### الشرط الثالث: الطبيعةالإنسانية
تتصف الطبيعة البشرية في كل المجتمعات البشرية بعدد من الصفات التي تميز الإنسان عن غيره من الحيوان كالقدرة على التعامل والقدرة على التصميم والتجديد. والقدرة على القيام بدور الأخرين والشعور مثلهم والقدرة على التعامل مع الأخرين والتعامل بالرموز.

## أخطاء عملية التنشئة
إضافة إلى وجود أخطاء عملية التنشئة الاجتماعية:
تستهدف عملية التنشئة الاجتماعية السليمه افراز اشخاص أسوياء قادرين على التفاعل السوي مع مجتمعهم، يؤمنون بالمعتقدات المعينة، قادرين على ترجمتها في نواحي واقعهم الاجتماعي، ومن يخالفها يعد منحرفاً. وقد تقع الأسر في بعض الأخطاء تؤدي إلى معاناة الأبناء في الكبر من مشكلات نفسية وسلوكية منها: إهمال الوالدين، وسوء معاملة الطفل، ومعاملته كراشد متجاهلين مرحله الطفولة.
ومرحله الطفولة يجب ان تلقى الرعاية السليمه من معرفه دوافع الأطفال وحاجاته الأساسية مثل التوحد _ الحاجة إلى الأمن والتقدير الاجتماعى والحاجة لتقدير الذات والتعبير عنها، كذلك معرفه طريقه تفكيره ونظرته الخاصة الينا وإلى العالم المحيط به ايضاً ادراك اهميه الطفولة ويمكن التنويه إلى ذكر بعض الاخطاء التي يقع فيها الاباء والمربيون خلال عملية التنشئة الاجتماعية وهما مايلى:
- التسلط: هو فرض الوالدان أو من يحيط بالطفل من أخوته أو أقاربه رأيهم عليه، ويتمثل ذلك في عدم تلبية حاجات ورغبات الطفل أو الحد من بعض السلوك المرغوب فيه تحقيق رغباته ولو بالطرق المشروعة.
- إثارة الألم النفسى: هو السخرية من الطفل كلما جاء بسلوك غير مرغوب فيه، أو أتى بسلوك لتحقيق رغبة يراها أنها تصطدم بالقيم والأعراف، كما يكون ذلك عن طريق تحقيره والتقليل من شأنه كلما جاء بسلوك أي كان نوعه.
- القسوة: هو أسلوب يتبعه الآباء في فرض الآداب والقواعد التي تتناسب مع مراحل عمر الطفل وذلك باستخدام الضرب البدنى أو التهديد به مما يؤدي إلى فقدان الثقة بالنفس، وعدم الاعتماد الذاتي وضعف الضمير وكراهية الأسرة والمجتمع.
- التدليل: هو عناية الأسرة المفرطة عن الحد المعقول في تربية الطفل والتجاوز عن عقابه لأي سلوك خاطئ يقوم به. وعدم توجيهه لتحمل المسؤولية مما يخلق فيه التهاون والكسل.
- الإهمال: الإهمال من قبل الآباء يجعل الطفل يشعر بفقدان الإحساس بالأمن المادي والنفسي، وترك الطفل دون تشجيع على ما يقوم به من سلوك مرغوب فيه، أو محاسبته على السلوك الخاطئ. ومن أشكال الإهمال عدم الإنصات إلى مايقوله أو ما يبديه من رأي، وإهمال حاجاته الشخصية، وحالات الانفصال والطلاق، وخروج الأم للعمل، وكثرة أفراد عدد الأسرة.
- التذبذب: عدم استقرار الوالدين في الاتفاق على أسلوب تربية الطفل من ثواب وعقاب مما يؤدي إلى اهتزاز قيم العدالة في نظره، مما يجعله في حاله قلق وتوتر.
- التفرقة: يلجأ أحد الوالدين إلى تفضيل أحد الأبناء لأسباب كثيرة منها الجمال، والذكاء، وولد جاء بعد معاناة، أو متفوق دراسياً، مما يكون سلوكًا عدائيًا من أخوته.
- الحرمان: حرمان الطفل من الحصول على حاجاته الاساسية المادية والمعنويه، مما يسبب له الشعور بالعجز، ومن اشكال الحرمان فقد الطفل لحنان وعطف الاب ممايؤدى لظهور الامراض النفسية وسوء التكيف مع المجتمع
- الإعجاب الزائد: هو اظهار الإعجاب باحد الأبناء والتعبير عن ذلك اساليب المدح امامه وامام الاخرين مما يعكس صور ضاره على الطفل منها.

شعور الطفل بالغرور المفرط والثقة الزائدة بالنفس
كثرة مطالب الطفل
- الاتكالية: هي عدم جعل الفرد يتحمل بعض المسؤليات في صغره وتليه كل طالباته دون تحمل من قبله.سيعرضه في المستقبل إلى فقدان الثقة الذاتية ويجعل منها شخص اتكالى يعتمد على غيره مما يعرضه للفشل ولاحباط وعدم التكيف مع نفسه ومع المجتمع
- نقد الطفل انفعاليًا: هي تعرض الطفل للتحقير والسخرية يسبب نقص يعانى منه جسمه أو قدراته أو استعداته وعقابه المستمر لاتفه الاسباب ومقارنته بالاخرين أو هجر الطفل وطرده بسبب ظروف الام والاب النفسية.
- الحماية الزائدة: هي بقاء الطفل في احضان والديه وتدليله وتلبيه كل رغباته وامانيه وخوفهم الزائد من تكوين صداقات خارجيه سيجعل من الطفل شخصيه منطويه غير اجتماعية. ضعيفا غير قادر على التاثير واكتساب المناعة الطبيعية ضد الامراض الجسمية والاجتماعية والنفسية.[4]

## العمليات التي تتم من خلالها تنشئة الأفراد
من أبرز العمليات التي تتم من خلالها التنشئة هي:
1. التدعيم أو التعزيز: ويقصد بالتدعيم المثيرات والأحداث البيئية التي تعقب صدور الاستجابة المراد تعلمها للفرد ومنها التدعيم الإيجابي والسلبي.
2. العقاب: ويستخدم العقاب كحدث منفر سواء بهدف حث الفرد على تجنب سلوك غير مرغوب أو بهدف حثه على إصدار سلوك غير مرغوب، وهناك أيضا نوعين من العقاب وهما العقاب الإيجابي والعقاب السلبي.
3. التعلم المعرفي: يرى بعض علماء النفس أن الشخص في عملية التعليم يتكون لديه ما يسمى بالبناء المعرفي في الذاكرة وتنتظم فيه المعلومات الخاصة بالأحداث التي تحدث في موقف التعلم ويحتفظ بها بداخله.
4. التعليم بالاقتداء: يرى أصحاب نظرية التعلم الاجتماعي أن قدراً كبيراً من التعلم يتم بالعبرة ؛ أي من خلال رؤية آخر يقوم بسلوك ما ويثاب أو يعاقب عليه، وبعبارة أخرى من خلال مشاهدة شخص أخر يؤدي استجابة ما.[5]

## اقرأ أيضًا
- حالة عاطفية جماعية
- مهارات التواصل الاجتماعية